# Complejo Deportivo Guillermo Próspero Trinidad
Das Guillermo Próspero Trinidad Stadion (kurz Estadio Trinidad; offiziell Complejo Deportivo Guillermo Próspero Trinidad; deutsch Sportkomplex Guillermo Próspero Trinidad) ist ein Fußballstadion mit Leichtathletikanlage im Stadtteil Dakota der arubaischen Hauptstadt Oranjestads. Es ist das Nationalstadion der Karibikinsel. Es wurde nach Guillermo Trinidad, einem Politiker, der aus Dakota stammte, benannt. Ursprünglich war es nach Königin Wilhelmina benannt worden. Nach einer Renovierung im Jahr 1994 erhielt der Komplex seinen jetzigen Namen. Bis zu 5.500 Zuschauer finden Platz.
Auf der Anlage finden Fußball-, Volleyball- und Hockeyspiele sowie Leichtathletikwettbewerbe statt. Zudem wird es zuweilen für weitere Veranstaltungen genutzt. So gastierte 1997 Sinbad mit seinem Programm Nothin’ but the Funk hier.